# Joseph Lamb
Joseph Francis Lamb (Montclair, Nueva Jersey, 6 de diciembre de 1887 - 3 de septiembre de 1960), pianista y compositor estadounidense de música ragtime, único miembro blanco del grupo llamado Big Three. Publicó 12 rags entre 1908 y 1919 y, tras su muerte, aparecieron dos docenas más inéditos. 
En sus composiciones, Lamb creó formas musicales completamente nuevas; sus rags muestran una solidez armónica que no excluye cromatismos y que recuerda, en cierto modo, a la música de compositores románticos como Chopin, Schumann o Mendelssohn.

## Biografía
Hijo de inmigrantes irlandeses, empezó a interesarse por la música Ragtime a una edad muy temprana, llegando a componer pequeñas piezas para piano a los trece años. Su encuentro con Scott Joplin en 1907 le abriría las puertas como compositor al ser editados y publicados posteriormente muchos de sus 'rags'.
Al morir su padre, se fue a estudiar temporalmente a Canadá. Unos años más tarde consiguió un empleo como ingeniero en una fábrica, a lo que se dedicaría el resto de su vida. Paralelamente a su trabajo, Lamb sintió siempre una gran pasión por la composición y ya de joven empezó a escribir sus propias composiciones emulando a Scott Joplin, su músico favorito. Su primer 'rag' publicado fue 'Sensation Rag' (1908). Entre sus mejores composiciones se encuentran 'Excelsior Rag' (1909), 'Nightingale Rag' (1915),'Top Liner Rag' (1916) y 'Patricia Rag' (1916). 
Tras el declive del 'Ragtime' en los años posteriores a la Primera Guerra Mundial, Lamb se retiró a vivir a Brooklyn, dejando la composición en 1919 y dedicando la mayor parte de su tiempo a su familia; sólo en los últimos años de su vida volvió a componer e incluso efectuó algunas grabaciones en 1959, un año antes de su muerte. Murió de un ataque al corazón en 1960, a la edad de 73 años. Su fantástico legado ha servido de inspiración a futuras generaciones de músicos y adeptos al género 'Ragtime'.

## Discografía
1959: A Study in Classic Ragtime	 	(Folkways)